# Kenneth Agnew Wills
Kenneth Agnew Wills, avstralski general, * 3. marec 1896, † 13. maj 1977.
Med letoma 1966 in 1968 je bil rektor Univerze v Adelaidu.